# Rhydderch ab Iestyn
Rhydderch ab Iestyn (... – 1033) regnò sul Gwent e sul Morgannwg (Galles meridionale) e prese poi il Deheubarth (conquistato dopo la morte di Llywelyn ap Seisyll nel 1023) e il controllo sul Powys.
Secondo la Brut y Tywysogion (Cronaca dei principi), nel 1033 Rhydderch fu ucciso dagli irlandesi in circostanze poco chiare.
Il Deheubarth tornò alla dinastia originaria nelle persone di Hywel ab Edwin e di suo fratello Maredudd. I due si scontrarono con i figli di Rhydderch nel 1034. Nel 1045 il figlio di Rhydderch, Gruffydd ap Rhydderch, riconquistò di nuovo il Deheubarth, strappandolo a Gruffydd ap Llywelyn, tenendolo per dieci anni, fino a quando Gruffydd lo riportò sotto il suo controllo.